# Mobilitat pendular en bicicleta

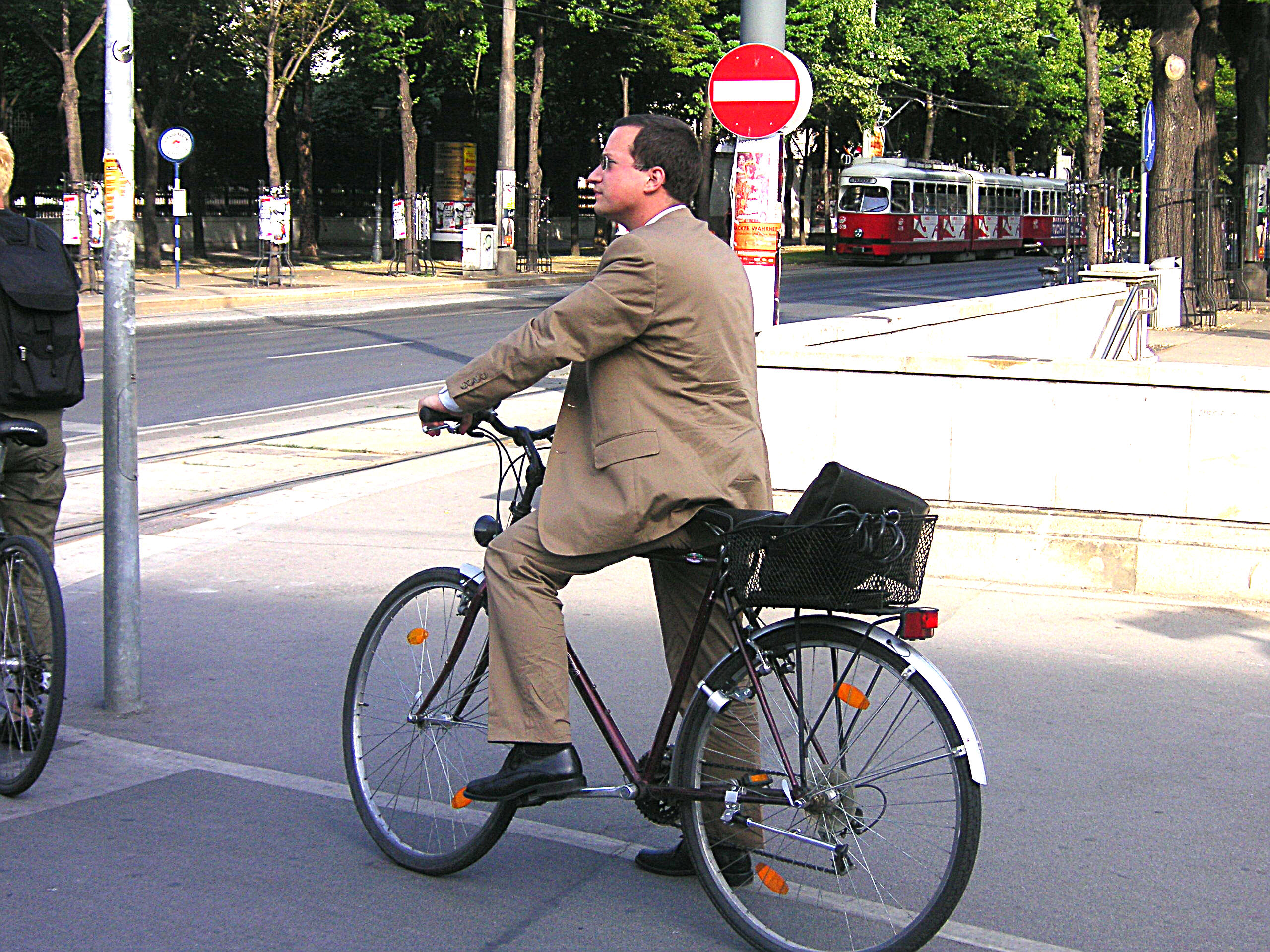
Ringstraße, Viena, Àustria, 2005

La mobilitat pendular en bicicleta (en anglés bicycle commuting), són els desplaçaments fets en bicicleta per a desplaçar-se des de casa fins al lloc de treball o d'estudi — en contraposició a l'ús de la bicicleta per practicar esports, esbarjo o fer cicloturisme.
La mobilitat pendular en bicicleta es dona especialment en zones amb un terreny relativament pla i amb equipaments relativament segurs per a protegir els ciclistes del risc d'accidents amb trànsit motoritzat, per exemple, carrils bici segregats i una acceptació general dels ciclistes com a participants en el trànsit rodat.
Un autobús-bici és una forma col·lectiva de mobilitat pendular en bicicleta on els participants circulen junts en una ruta determinada seguint un horari establert. Els ciclistes poden unir-se o eixir de l'autobús-bici en diversos punts del recorregut.
Les bicicletes s'utilitzen per a la mobilitat pendular a tot el món. En alguns llocs, com als Països Baixos, és molt freqüent anar amb bicicleta a treballar. En altres llocs, la mobilitat pendular amb cotxe o transport públic és l'habitual i els desplaçaments en bici es produeixen només en casos aïllats, com als Estats Units. La mobilitat mixta combina l'ús d'una bicicleta amb el transport públic per a la mobilitat pendular.
El ciclisme és un mitjà de transport barat i permet realitzar un bon exercici físic. Els desplaçaments en bicicleta ofereixen beneficis potencials per a la salut, econòmics i de qualitat de vida — poden compensar alguns dels riscos i inconvenients inherents al ciclisme. En comparació amb la conducció, els inconvenients del ciclisme inclouen limitacions a la distància a recrrer, riscos de seguretat, augment del temps de desplaçament, riscos de seguretat, impactes en la higiene personal, exposició a les inclemències del temps i limitacions de la càrrega.
Les característiques de les bicicletes que milloren els desplaçaments pendulars inclouen porta-equipatges o alforges per a l'emmagatzematge, llums per a una major visibilitat a piles o alimentades per una dinamo, parafangs per a minimitzar l'impacte de les inclemències del temps, guardacadenes per a protegir la roba, i una posició més vertical per a una major visibilitat. L'any 2008 es va produir un augment de les bicicletes urbanes o de mobilitat pendular als EUA, que s'adrecen directament a ciclistes que busquen utilitzar bicicletes per al treball diari i desplaçaments d'estudi. A les zones geogràfiques amb un clima on a l'hivern pot haver neu o gel en el recorregut, els pneumàtics per a bicicletes tenen característiques que milloren la seguretat del ciclista alhora que augmenta la tracció dels pneumàtics en superfícies relliscoses de la carretera.

## Estats Units
El 2008, la Llei sobre beneficis per als viatgers en bicicleta es va convertir en llei com a part del projecte de llei de rescat. Segons les dades del cens, els homes són els principals beneficiaris, ja que, una dècada després, els homes constituïen aclaparadorament la majoria dels desplaçaments pendulars en bicicleta.
El Cens dels Estats Units recopila informació dels enquestats sobre Mitjans de transport a la feina. La bicicleta ha estat una opció al Cens des de 1980. El Cens no recopila informació sobre els mitjans de transport a l'escola.

## Holanda

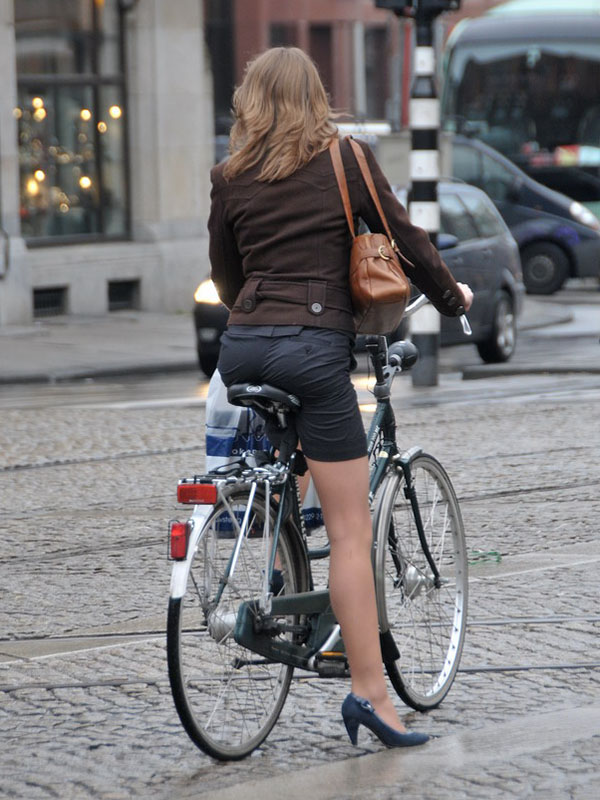
Mobilitat pendular a Amsterdam

Als Països Baixos, els desplaçaments en bicicleta són habituals, així com l'ús combinat de la bicicleta amb el transport públic. En els seus programes per a les eleccions parlamentàries, gairebé tots els partits polítics holandesos afegeixen paràgrafs en els quals es comprometen a millorar les instal·lacions per al desplaçament en bicicleta. El partit polític GroenLinks fins i tot promou un principi anomenat "Groen Reizen" (viatges verds), en què l'elecció d'utilitzar bicicletes i transport públic té un paper clau.

## Canadà
Statistics Canada recopila informació en un cens nacional realitzat cada cinc anys que inclou dades sobre com els canadencs es desplacen per anar a treballar a les Unitats geogràfiques censals de Canadà. Els desplaçaments en bicicleta tenen un baix percentatge global de viatgers en bicicleta, l'1,4%, però el desplaçament amb bicicleta és el mètode que creix més ràpidament, augmentant un 87,9% entre 1996 i 2016, superant el creixement global del nombre de viatgers.